# Вав (арабська літера)

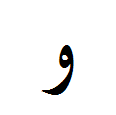
Ізольована форма літери

Вав (ўаў, араб. واو‎‎; ва̄в) — двадцять сьома літера арабської абетки, позначає звук [w]. 
В усіх позиціях вав має вигляд و.
Вав належить до місячних літер.
Літері відповідає число 6.
В перській мові ця літера також має назву «вав» (перс. واو), звучить як [v].

## В юнікоді
| Юнікод         | U+0648            |
| Ім'я в юнікоді | ARABIC LETTER WAW |
| HTML           | &#1608;           |
| ISO 8859-6     | 0xe8              |